# The Devil Is a Part Timer!
The Devil Is a Part-Timer! (はたらく魔王さま!?, Hataraku maō-sama!, lett. "Il signore dei demoni al lavoro!") è una serie di light novel scritta da Satoshi Wagahara e illustrata da 029, edita da ASCII Media Works, sotto l'etichetta Dengeki Bunko, dal 10 febbraio 2011 al 7 agosto 2020. L'opera è stata adattata in due manga, sempre pubblicati da ASCII Media Works sulle riviste Dengeki Daioh e Dengeki Maoh, e in un anime, prodotto sia da White Fox che 3Hz e diretto da Naoto Hosoda, che è stato trasmesso in Giappone dal 4 aprile al 27 giugno 2013.

## Trama
L'incipit dell'opera è quello di catapultare dei personaggi provenienti dal contesto fantasy più classico nel nostro mondo, ordinario e privo di magia quanto di creature sovrannaturali, generando prevalentemente ironia da tutti i paradossi che ne derivano. Per quanto la natura principale dell'opera sia quella comica, essa vede svolgersi in parallelo una facciata più seria da cui deriva l'avanzare della trama orizzontale.
Il mondo fantastico è quello di Ente Isla, naturalmente diviso in cinque grandi arcipelaghi marittimi, di cui il centrale appartiene ai demoni e di essi pullula, mentre gli altri sono sotto il dominio degli uomini. La tranquillità delle terre viene cancellata dai propositi di guerra del signore del male, Satan, che forte del suo esercito e di quattro grandi generali dà contemporaneamente il via alla conquista di tutti gli arcipelaghi. Ovviamente, nel momento dell'estremo bisogno, un eroe si erge a difesa del genere umano e ribalta le sorti della guerra fino al punto da mettere Satan con le spalle al muro nel suo stesso castello. In un gesto estremo, Satan, assieme al suo fedele generale Alsiel, fugge da Ente Isla attraverso un varco, giurando di tornare al più presto per impadronirsi di tutte le terre. L'eroe, una giovane ragazza di nome Emilia, decide però di non dare vita facile all'odiato nemico e lo segue tuffandosi nel medesimo varco prima che esso si chiuda.
Satan e Alsiel si reincarnano in un luogo a loro del tutto estraneo: il nostro mondo. Quasi privi della loro energia magica e del tutto delle loro fattezze demoniache, i due cercano, dopo un iniziale quanto totale spaesamento, di adattarsi al meglio alla nuova realtà e cercare nel contempo un modo per fare ritorno a Ente Isla. Per sostenersi, Satan trova un lavoro part-time in un fast food della città, mentre Alsiel diviene l'addetto ai lavori domestici del loro piccolo appartamento in affitto - da loro ribattezzato "castello del male" - e si dedica anche alla ricerca di informazioni su come riottenere i loro poteri e le loro vere sembianze.
Spesso al verde e col frigo perennemente semi-vuoto, i due stentano ad andare avanti, ma la situazione degenera realmente quando Satan, tornando a casa dal lavoro, ha un infelice incontro con una vecchia conoscenza: l'eroe Emilia.

## Personaggi

I personaggi principali (da sinistra verso destra): Shirō, Sadao, Emi, Chiho, Hanzō e Suzuno

### Personaggi principali
Sadao Maō (真奥 貞夫?, Maō Sadao) / Satan Jacob (サタン・ジャコブ?, Satan Jakobu)
Doppiato da: Shinobu Matsumoto (drama-CD), Ryōta Ōsaka (anime)
Il signore dei demoni di Ente Isla. A causa dell'eroe Emilia e dei suoi compagni, è costretto a fuggire nel Giappone moderno insieme a Shirō e a cambiare la sua forma in quella umana. Per sopravvivere in questo nuovo luogo, adotta un nome giapponese dalla pronuncia simile a quella del suo nome originale e inizia a lavorare part-time per la catena di fast food MgRonald, dove viene promosso successivamente ad un impiego fisso. Sia lui che gli altri demoni possono tornare alla loro forma originale solo quando le persone nei paraggi sono colte dalla disperazione. Tuttavia ogni volta che si ritrasforma nella sua forma demoniaca, sfrutta sempre i suoi poteri per compiere buone azioni come riparare la città, cosa che ovviamente sconcerta gli altri personaggi a causa del suo ruolo di re demone. Si scopre in seguito che è sempre stato così, e le sue azioni "malvagie" erano per aiutare il suo popolo, gli altri demoni. Come ha detto a Emilia quando ha salvato Chiho, vuole solo proteggere le persone sotto la sua cura e intorno a lui. Quando era più giovane, fu salvato ed educato dalla madre di Emi, Lailah, la quale gli diede anche un frammento di Sephiroth che in seguito sarebbe diventato la figlia sua e di Emi, Alas Ramus.
Emi Yusa (遊佐 恵美?, Yusa Emi) / Emilia Justina (エミリア・ユスティーナ?, Emiria Yusutīna)
Doppiata da: Yū Asakawa (drama-CD), Yōko Hikasa (anime)
L'eroe che ha sconfitto il signore dei demoni. Dopo aver costretto il re demone a fuggire da Ente Isla, lo insegue nel Giappone moderno per assicurarsi che venga annientato definitivamente. Tuttavia, proprio come Sadao, perde la maggior parte dei suoi poteri magici all'arrivo e di conseguenza è costretta ad adottare un nome giapponese e a trovare un impiego in un call center. Suo padre era un umano, mentre sua madre era un arcangelo. Tuttavia, quando era ancora una bambina, Lucifer, sotto il comando di Satan, inviò dei demoni ad attaccare il villaggio e suo padre rimase ucciso durante l'incursione, ragion per cui da quel momento in poi fu intenzionata a vendicarsi del signore del male e ad ucciderlo. Tuttavia, viene rivelato che suo padre è ancora vivo. In seguito, Emi viene licenziata dal call center e ottiene un nuovo lavoro al MgRonald, dove lavora con Maō e Chiho. In seguito inizia a sviluppare anche dei sentimenti verso Maō.
Shirō Ashiya (芦屋 四郎?, Ashiya Shirō) / Alciel (アルシエル?, Arushieru)
Doppiato da: Takehito Koyasu (drama-CD), Yūki Ono (anime)
Uno dei generali di Sadao che è stato trasportato nel Giappone moderno insieme a lui. Estremamente leale a Sadao, si prende cura delle faccende domestiche e nel frattempo cerca informazioni su come riottenere i loro poteri magici. Ogni volta che non riesce a portare a termine uno dei suoi compiti, si abbatte e rimane deluso da se stesso per non essere stato d'aiuto al suo padrone. Cerca anche di spendere il meno possibile in ogni occasione, mangiando spesso udon scaduto per risparmiare denaro (cosa che una volta gli ha provocato sfortunatamente anche un terribile mal di stomaco e diarrea).
Chiho Sasaki (佐々木 千穂?, Sasaki Chiho)
Doppiata da: Nao Tōyama
Una studentessa liceale che è amica di Sadao, nonché sua collega al MgRonald. Col passare del tempo la sua cotta per Sadao non fa altro che rafforzarsi. Può sentire e capire il linguaggio di Ente Isla a causa di un incidente: è stata colpita, infatti, da un Idea Link, un incantesimo di comunicazione, che era indirizzato ad Emilia ed era stato programmato quindi per puntare a chi stesse pensando a Sadao costantemente. In seguito apprende come usare tale incantesimo per permetterle di avvisare gli altri se si trova in pericolo.
Hanzō Urushihara (漆原 半蔵?, Urushihara Hanzō) / Lucifer (ルシフェル?, Rushiferu)
Doppiato da: Hiro Shimono
È un angelo caduto, nonché uno dei generali del signore dei demoni. Dopo la fuga di Sadao nel mondo umano, stringe un'alleanza con Olba per sconfiggere il suo vecchio padrone e tornare in paradiso. Tuttavia viene annientato dal re demone e alla fine va a vivere nella sua stessa casa insieme a Shirō. È bravo con la tecnologia ed ama giocare ai videogiochi. Poiché ha commesso una serie di rapine insieme ad Olba prima di venire sconfitto da Sadao, deve rimanere in isolamento per evitare la polizia. Con sua grande irritazione, di solito viene definito hikikomori o NEET. Sua madre è l'attuale capo degli angeli, Ignora, e suo padre era l'antico re dei demoni, Sataniel.
Suzuno Kamazuki (鎌月 鈴乃?, Kamazuki Suzuno) / Crestia Bell (クレスティア・ベル?, Kuresutia Beru)
Doppiata da: Kanae Itō
La vicina di casa di Sadao. Indossa sempre un kimono ed è la grande inquisitrice della Chiesa che è venuta ad uccidere sia il signore del male che Emilia. A differenza di Emilia, non riesce ad adattarsi facilmente alla vita moderna del Giappone, trovando difficoltà soprattutto con la tecnologia. Dopo che Sariel le ricorda i suoi compiti di grande inquisitrice, unisce per breve tempo le forze con lui con l'obiettivo comune di eliminare Sadao ed Emilia, ma dopo aver visto la preoccupazione di Sadao per Chiho ed aver capito che anche lei è affezionata ormai alla ragazza e ad Emi, decide infine di tornare dalla loro parte ed aiuta Chiho con l'evacuazione dell'area durante il combattimento di Satan e Sariel. La sua arma è un martello gigante che può essere ritirato nella sua forcina a forma di fiore.

### Altri personaggi
Rika Suzuki (鈴木 梨香?, Suzuki Rika)
Doppiata da: Asuka Nishi
Un'amica di Emilia e sua collega al call center che si prende una cotta per Ashiya. Successivamente apprende la verità su tutti, venendo coinvolta nei loro problemi.
Mayumi Kisaki (木崎 真弓?, Kisaki Mayumi)
Doppiata da: Yumi Uchiyama
La manager del MgRonald dove lavorano Sadao e Chiho.
Emeralda Etuva (エメラダ・エトゥーヴァ?, Emerada Etūva)
Doppiata da: Azumi Asakura
Un'amica di Emilia e sua compagna di Ente Isla. È molto abile nel campo dell'alchimia ed è una maga di corte. Emeralda è una funzionaria di alto rango che serve direttamente sotto il sovrano del Sacro Impero di Saint Aire, la più grande nazione del continente occidentale. Dopo essere tornata dalla Terra, sembra aver sviluppato una simpatia per Pocky e le comodità moderne come il telefono.
Albertio Ende (アルバート・エンデ?, Arubāto Ende)
Doppiato da: Hiroki Yasumoto
Un amico di Emilia e suo compagno di Ente Isla. Un abile combattente che sfrutta forza e velocità.
Olba Meyer (オルバ・メイヤー?, Oruba Meiyā)
Doppiato da: Katsuhisa Hōki
Un arcivescovo della Chiesa di Ente Isla. Tradisce Emilia e stringe un'alleanza temporanea con Lucifer per uccidere sia lei che Satan. Dopo che i suoi piani falliscono, è costretto a fuggire e a nascondersi da qualche parte in città. È al servizio della corrotta Chiesa di Ente Isla con il compito di uccidere tutti i suoi nemici, specialmente gli eretici rivoltosi come quelli legati all'Ordine dei cavalieri alleati. Era il superiore di Crestia e spesso le ordinava di massacrare brutalmente gruppi delle suddette persone. Dopo la sconfitta contro Satan a Sasakuza, si è ritrovato in qualche modo in un ospedale del mondo umano, dove ha ripreso conoscenza dopo un po' di tempo. In seguito tenta di ristabilire il suo contratto con Lucifer e cerca di supportare Sariel nella sua battaglia contro Satan lanciando un incantesimo per rafforzare il suo potere. Tuttavia si scopre subito che in realtà è stato ingannato da Lucifer, dato che il suo intervento entra in contrasto con l'incantesimo della Luna e provoca la vittoria di Satan contro Sariel grazie al recupero della sua magia. Dopo la sconfitta di Sariel, viene catturato da Lucifer.
Mitsuki Sarue (猿江 三月?, Sarue Mitsuki) / Sariel (サリエル?, Sarieru)
Doppiato da: Yūichi Iguchi
Un arcangelo della Chiesa inviato da Ente Isla sulla Terra insieme a Crestia Bell. Appare per la prima volta, mascherato, quando attacca Emilia in un negozio. In modo da saperne di più su Satan ed Emilia nel mondo umano, inventa l'identità di "Mitsuki Sarue" per spacciarsi come il manager dell'appena aperto Sentucky Fried Chicken ad Hatagaya. Alla fine unisce le forze con Crestia per uccidere Emilia e Satan. Brandisce una grande falce e possiede un potere chiamato "Luce contorta del caduto", che è capace di annullare tutti gli altri poteri sacri come quello usato da Emilia durante il loro scontro. Inoltre è proprio in questa occasione che le chiede di restituire la spada "Better Half" al paradiso. In seguito prende sia Emilia che Chiho come ostaggi, per poi venire sconfitto una volta per tutte da Satan. I suoi poteri derivano dalla Luna ed aumentano in maniera inversamente proporzionale alla sua distanza da essa. Ha anche delle tendenze perverse, tanto che esprime il suo desiderio di spogliare Chiho durante i suoi esperimenti per scoprire come ha influenzato la magia di Satan. Dopo la sua sconfitta sviluppa un'immediata infatuazione con la manager del MgRonald, con grande fastidio di Emilia.
Miki Shiba (志波 美輝?, Shiba Miki)
Doppiata da: Kimiko Saitō
La proprietaria del condominio "Villa Rosa Sasadzuka" dove vivono Sadao e Suzuno. È una signora obesa che sembra essere a conoscenza di cose che i normali giapponesi non dovrebbero sapere riguardo a Ente Isla. Più tardi si scopre che lei e suo nipote sono i guardiani divini della Terra.
Yuki Mizushima (水島 由姫?, Mizushima Yuki)
Doppiata da: Mamiko Noto
La manager del MgRonalds al parco Fushima.
Alas Ramus (アラス・ラムス?, Arasu Ramusu)
La figlia di Sadao ed Emi. È un frammento di Yesod, uno degli elementi di Sephiroth.
Acies Ara (アシエス・アーラ?, Ashiesu āra)
La sorella minore di Alas Ramus e un altro frammento di Yesod. Vive con il padre di Emi, Nord Justinia. Successivamente si fonde con Maō per aiutarlo a diventare più potente.

## Media

### Light novel
La serie di light novel è stata scritta da Satoshi Wagahara con le illustrazioni di 029. Wagahara presentò il primo romanzo della serie, originariamente intitolato Maōjō wa rokujō hitoma! (魔王城は六畳一間!?), al diciassettesimo Premio Dengeki Novel di ASCII Media Works nel 2010, vincendo il Silver Prize. Il volume è stato poi pubblicato da ASCII Media Works, sotto l'etichetta Dengeki Bunko, il 10 febbraio 2011 e al 7 agosto 2020 ne sono stati messi in vendita in tutto ventuno, oltre a due prequel sul passato di Sadao numerati zero.
| Nº    | Data di prima pubblicazione | Data di prima pubblicazione | Data di prima pubblicazione |
| Nº    | Giapponese                  | Giapponese                  |                             |
| ----- | --------------------------- | --------------------------- | --------------------------- |
| 1     | 10 febbraio 2011            | ISBN 978-4-04-870270-6      |                             |
| 2     | 10 giugno 2011              | ISBN 978-4-04-870547-9      |                             |
| 3     | 10 novembre 2011            | ISBN 978-4-04-870815-9      |                             |
| 4     | 10 febbraio 2012            | ISBN 978-4-04-886344-5      |                             |
| 5     | 10 giugno 2012              | ISBN 978-4-04-886654-5      |                             |
| 6     | 10 ottobre 2012             | ISBN 978-4-04-886990-4      |                             |
| 7     | 10 febbraio 2013            | ISBN 978-4-04-891406-2      |                             |
| 8     | 10 aprile 2013              | ISBN 978-4-04-891580-9      |                             |
| 9     | 10 agosto 2013              | ISBN 978-4-04-891854-1      |                             |
| 10    | 10 dicembre 2013            | ISBN 978-4-04-866161-4      |                             |
| 11    | 10 maggio 2014              | ISBN 978-4-04-866554-4      |                             |
| 0     | 10 settembre 2014           | ISBN 978-4-04-866900-9      |                             |
| 12    | 10 febbraio 2015            | ISBN 978-4-04-869252-6      |                             |
| 13    | 10 giugno 2015              | ISBN 978-4-04-865205-6      |                             |
| 14    | 10 settembre 2015           | ISBN 978-4-04-865379-4      |                             |
| 15    | 10 febbraio 2016            | ISBN 978-4-04-865750-1      |                             |
| 16    | 10 giugno 2016              | ISBN 978-4-04-892118-3      |                             |
| 0-II  | 10 settembre 2016           | ISBN 978-4-04-892358-3      |                             |
| HS N! | 10 febbraio 2017            | ISBN 978-4-04-892667-6      |                             |
| 17    | 10 maggio 2017              | ISBN 978-4-04-892892-2      |                             |
| 18    | 10 gennaio 2018             | ISBN 978-4-04-893572-2      |                             |
| SP    | 9 giugno 2018               | ISBN 978-4-04-893877-8      |                             |
| SP 2  | 10 agosto 2018              | ISBN 978-4-04-893915-7      |                             |
| 19    | 7 settembre 2018            | ISBN 978-4-04-912022-6      |                             |
| 20    | 7 dicembre 2018             | ISBN 978-4-04-912204-6      |                             |
| SS    | 9 febbraio 2019             | ISBN 978-4-04-912326-5      |                             |
| 21    | 7 agosto 2020               | ISBN 978-4-04-912678-5      |                             |

### Manga
Un adattamento manga di Akio Hiiragi ha iniziato la serializzazione sul numero di febbraio 2012 uscito il 27 dicembre 2011 della rivista Dengeki Daioh di ASCII Media Works. Il primo volume tankōbon è stato pubblicato il 27 giugno 2012 e al 26 maggio 2023 ne sono stati messi in vendita in tutto ventuno. Una serie manga spin-off, illustrata da Kurone Mishima e intitolata The Devil is a Part Timer! High school! (はたらく魔王さま！ハイスクール！?, Hataraku maō-sama! Hai sukūru!), è stata serializzata sui numeri di luglio 2012 e aprile 2015, usciti rispettivamente il 26 maggio 2012 e il 27 febbraio 2015, della rivista Dengeki Maoh di ASCII Media Works. I vari capitoli sono stati raccolti in cinque volumi tankōbon, pubblicati tra il 26 gennaio e il 27 aprile 2015. Un volume antologico di tipo yonkoma è stato pubblicato da ASCII Media Works il 27 giugno 2013.

#### Volumi
| Nº | Data di prima pubblicazione | Data di prima pubblicazione | Data di prima pubblicazione |
| Nº | Giapponese                  | Giapponese                  |                             |
| -- | --------------------------- | --------------------------- | --------------------------- |
| 1  | 27 giugno 2012              | ISBN 978-4-04-886721-4      |                             |
| 2  | 15 dicembre 2012            | ISBN 978-4-04-891272-3      |                             |
| 3  | 27 maggio 2013              | ISBN 978-4-04-891688-2      |                             |
| 4  | 27 novembre 2013            | ISBN 978-4-04-866084-6      |                             |
| 5  | 27 marzo 2014               | ISBN 978-4-04-866394-6      |                             |
| 6  | 27 agosto 2014              | ISBN 978-4-04-866843-9      |                             |
| 7  | 27 febbraio 2015            | ISBN 978-4-04-869209-0      |                             |
| 8  | 26 settembre 2015           | ISBN 978-4-04-865350-3      |                             |
| 9  | 26 marzo 2016               | ISBN 978-4-04-865805-8      |                             |
| 10 | 27 settembre 2016           | ISBN 978-4-04-892290-6      |                             |
| 11 | 27 marzo 2017               | ISBN 978-4-04-892768-0      |                             |
| 12 | 27 ottobre 2017             | ISBN 978-4-04-893424-4      |                             |
| 13 | 27 aprile 2018              | ISBN 978-4-04-893804-4      |                             |
| 14 | 26 gennaio 2019             | ISBN 978-4-04-912291-6      |                             |
| 15 | 26 luglio 2019              | ISBN 978-4-04-912642-6      |                             |
| 16 | 10 marzo 2020               | ISBN 978-4-04-913107-9      |                             |
| 17 | 26 ottobre 2020             | ISBN 978-4-04-913480-3      |                             |
| 18 | 25 giugno 2021              | ISBN 978-4-04-913856-6      |                             |
| 19 | 26 febbraio 2022            | ISBN 978-4-04-914257-0      |                             |
| 20 | 27 ottobre 2022             | ISBN 978-4-04-914656-1      |                             |
| 21 | 26 maggio 2023              | ISBN 978-4-04-915057-5      |                             |

### Anime
Un adattamento anime di tredici episodi, scritto sotto la supervisione di Masahiro Yokotani e prodotto da White Fox per la regia di Naoto Hosoda, è stato trasmesso in Giappone tra il 4 aprile e il 27 giugno 2013. La sigla d'apertura è Zero!! di Minami Kuribayashi, mentre le tre sigle di chiusura sono Gekka (月花? lett. "Fiore di luna"), Star Chart (スターチャート?, Sutā Chāto) e Tsumabiku Hitori (ツマビクヒトリ?) di Nano Ripe. In America del Nord i diritti di streaming e distribuzione home video sono stati acquistati da Funimation.
Una seconda stagione è stata annunciata durante l'evento Kadokawa Light Novel Expo 2020 tenutosi il 6 marzo 2021 e vede il ritorno del cast della prima stagione a ricoprire i rispettivi ruoli. Il 12 dicembre 2021 sono stati rivelati ulteriori dettagli. Viene animata da 3Hz, diretta da Daisuke Tsukushi, il character design è curato da Ydai Iino mentre il ruolo di direttore principale dell'animazione è ricoperto da Yoshihiro Takeda; il resto dello staff è rimasto invariato. La seconda stagione è stata trasmessa dal 14 luglio al 29 settembre 2022 su Tokyo MX. La sigla d'apertura è With di Minami Kuribayashi, mentre la sigla di chiusura è Mizukagami no sekai (水鏡の世界?) di Marina Horiuchi. Muse Communication ha concesso in licenza la seconda stagione nel sud-est asiatico. I diritti di distribuzione di distribuzione internazionale cono stati acquistati da Crunchyroll che l'ha pubblicata in versione sottotitolata in vari Paesi al di fuori dell'Asia, tra cui l'Italia.
Un seguito è stato annunciato dopo la conclusione della seconda stagione. Successivamente si è rivelata essere la seconda parte della seconda stagione, la quale è stata trasmessa dal 13 luglio al 28 settembre 2023. La sigla d'apertura è Hikari no nai machi (光のない街?) di Nano Ripe, mentre la sigla di chiusura è Bloomin di Liyuu.

#### Episodi

##### Prima stagione
| Nº | Titolo italiano (traduzione letterale) Giapponese 「Kanji」 - Rōmaji                                                                                               | In onda        | In onda |
| Nº | Titolo italiano (traduzione letterale) Giapponese 「Kanji」 - Rōmaji                                                                                               | Giapponese     |         |
| 1  | Il diavolo arriva a Sasazuka 「魔王、笹塚に立つ」 - Maō, Sasazuka ni tatsu                                                                                         | 4 aprile 2013  |         |
| 2  | L'eroe rimane al castello del diavolo per motivi di lavoro 「勇者、仕事優先で魔王城に泊まる」 - Yūsha, shigoto yūsen de maōjō ni tomaru                            | 11 aprile 2013 |         |
| 3  | Il diavolo va ad un appuntamento con la sua junior a Shinjuku 「魔王、新宿で後輩とデートする」 - Maō, Shinjuku de kōhai to dēto suru                               | 18 aprile 2013 |         |
| 4  | L'eroe sperimenta il calore umano 「勇者, 心の温かさに触れる」 - Yūsha, kokoro no atatakasa ni fureru                                                              | 25 aprile 2013 |         |
| 5  | Il diavolo e l'eroe salvano Sasazuka 「魔王と勇者、笹塚を救う」 - Maō to yūsha, Sasazuka o sukuu                                                                   | 2 maggio 2013  |         |
| 6  | Il diavolo sale la scalinata della scuola 「魔王、学校の階段を昇る」 - Maō, gakkō no kaidan o noboru                                                               | 9 maggio 2013  |         |
| 7  | Il budget del diavolo viene salvato dal vicinato 「魔王、近所付き合いで家計を助けられる」 - Maō, kinjozukiai de kakei o tasukerareru                               | 16 maggio 2013 |         |
| 8  | L'eroe entra nella mischia 「勇者、修羅場に突入する」 - Yūsha, shuraba ni totsunyū suru                                                                            | 23 maggio 2013 |         |
| 9  | L'eroe sperimenta una mischia 「勇者、修羅場を経験する」 - Yūsha, shuraba o keiken suru                                                                            | 30 maggio 2013 |         |
| 10 | Il diavolo e l'eroe si concedono una pausa dalla routine quotidiana 「魔王と勇者、いつもと違った日常を過ごす」 - Maō to yūsha, itsumo to chigatta nichijō o sugosu | 6 giugno 2013  |         |
| 11 | L'eroe rimane fedele alle sue convinzioni 「勇者、己の信念を貫く」 - Yūsha, onore no shinnen o tsuranuku                                                           | 13 giugno 2013 |         |
| 12 | Il diavolo espleta i suoi obblighi 「魔王、己の職責を果たす」 - Maō, onore no shokuseki o hatasu                                                                   | 20 giugno 2013 |         |
| 13 | Il diavolo e l'eroe fanno qualche duro lavoro onesto 「魔王と勇者、真っ当に仕事に励む」 - Maō to yūsha, mattō ni shigoto ni hagemu                                 | 27 giugno 2013 |         |

##### Seconda stagione
| Nº                         | Titolo italiano Giapponese 「Kanji」 - Rōmaji | In onda           | In onda |
| Nº                         | Titolo italiano Giapponese 「Kanji」 - Rōmaji | Giapponese        |         |
| Prima parte (12 episodi)   | |                   |         |
| 1                          | Il Signore dei Demoni urla a Sasazuka 「魔王、笹塚に叫ぶ」 - Maō, Sasazuka ni sakebu                                                                                                 | 14 luglio 2022    |         |
| 2                          | Incredibile! Il Signore dei Demoni e l'Eroe diventano genitori 「魔王と勇者、身に覚えなく親になる」 - Maō to yūsha, mi ni oboenaku oya ni naru                                       | 21 luglio 2022    |         |
| 3                          | Come suggerito, il Signore dei Demoni e l'Eroe vanno al parco divertimenti 「魔王と勇者、勧めに従い遊園地に行く」 - Maō to yūsha, susume ni shitagai yuenchi ni iku                  | 28 luglio 2022    |         |
| 4                          | Il Signore dei Demoni impara cosa vuol dire perdere qualcosa di prezioso 「魔王、大切なものを失う苦しみを知る」 - Maō, taisetsu na mono o ushinau kurushimi o shiru                  | 4 agosto 2022     |         |
| 5                          | Il Signore dei Demoni va al mare dopo aver perso casa e lavoro 「魔王、家も仕事も失い途方に暮れる」 - Maō mo shigoto mo ushinai tohōnikureru                                         | 11 agosto 2022    |         |
| 6                          | L'Eroe aiuta il Signore dei Demoni sul posto di lavoro 「勇者、魔王の職場の大改造に協力する」 - Yūsha, maō no shokuba no dai kaizō ni kyōryoku suru                                  | 18 agosto 2022    |         |
| 7                          | Il Signore dei Demoni apprende che Choshi e il mondo sono più grandi di quel che pensava 「魔王、銚子と世界の広さを知る」 - Maō, Chōshi to sekai no hiro-sa o shiru                  | 25 agosto 2022    |         |
| 8                          | Il Signore dei Demoni si dà all'agricoltura 「魔王、就農する」 - Maō, shūnō suru | 1º settembre 2022 |         |
| 9                          | Il Signore dei Demoni e l'Eroe fanno di tutto per proteggere la famiglia Sasaki 「魔王と勇者、佐々木家を守るために立ち上がる」 - Maō to yūsha, sasaki ya o mamoru tame ni tachiagaru | 8 settembre 2022  |         |
| 10                         | Il Signore dei Demoni vuole a tutti i costi comprare un televisore 「魔王、テレビ購入を強硬に主張する」 - Maō, Terebi kōnyū o kyōkō ni shuchō suru                                   | 15 settembre 2022 |         |
| 11                         | Il Signore dei Demoni predica le relazioni interpersonali 「魔王、人との関わりを説く」 - Maō, hito to no kakawari o toku                                                             | 22 settembre 2022 |         |
| 12                         | Il Signore dei Demoni e l'Eroe affrontano il presente 「魔王と勇者、とりあえず目の前の出来事に集中する」 - Maō to yūsha, toriaezu me no mae no dekigoto ni shūchū suru               | 29 settembre 2022 |         |
| Seconda parte (13 episodi) | |                   |         |
| 12.5                       | Riassunto speciale del primo cour! Da Sasazuka a Ente Isla! 「SP 笹塚～エンテ・イスラへ！」 - SP Sasazuka ~ Ente Isura e！                                                           | 6 luglio 2023     |         |
| 13                         | Il Signore dei Demoni torna al lavoro 「魔王、職場に復帰する」 - Maō, shokuba ni fukki suru                                                                                          | 13 luglio 2023    |         |
| 14                         | Il Signore dei demoni e l'Eroe mettono in discussione la loro quotidianità 「魔王と勇者、日常に惑う」 - Maō to yūsha, nichijō ni madō                                                | 20 luglio 2023    |         |
| 15                         | Il Signore dei Demoni e l'Eroe fanno il primo passo verso un nuovo sogno 「魔王と勇者、新たな夢の一歩を踏み出す」 - Maō to yūsha, aratana yume no ippo o fumidasu                    | 27 luglio 2023    |         |
| 16                         | Il Signore dei Demoni e l'Eroe vanno a comprare un futon 「魔王と勇者、お布団を買いに」 - Maō to yūsha, o futon o kai ni                                                             | 3 agosto 2023     |         |
| 17                         | L'Eroe se ne va per un po' di tempo 「勇者、しばしの暇乞いをする」 - Yūsha, shibashi no itomagoi o suru                                                                              | 10 agosto 2023    |         |
| 18                         | Il Signore dei Demoni parte in ritardo 「魔王、出遅れる」 - Maō, deokureru | 17 agosto 2023    |         |
| 19                         | L'eroe piange 「勇者、泣く」 - Yūsha, naku | 24 agosto 2023    |         |
| 20                         | L'Eroe si fa domande sulla sua città natale 「勇者、故郷に惑う」 - Yūsha, kokyō ni madō                                                                                              | 31 agosto 2023    |         |
| 21                         | Il Signore dei Demoni butta tutto fuori 「魔王、吐く」 - Maō, haku | 7 settembre 2023  |         |
| 22                         | Il Signore dei Demoni perde la sua posizione 「魔王、立場を失う」 - Maō, tachiba o ushinau                                                                                           | 14 settembre 2023 |         |
| 23                         | L'Eroe danza sul campo di battaglia 「勇者、戦陣に踊る」 - Yūsha, senjin ni odoru | 21 settembre 2023 |         |
| 24                         | Il Signore dei Demoni e l'Eroe assistono ai cambiamenti di Ente Isla 「魔王と勇者、エンテ・イスラの変革に立ち会う」 - Maō to yūsha, Ente Isura no henkaku ni tachiau                 | 28 settembre 2023 |         |